# فانغشان
فانغشان (بالصينية المبسطة: 房山区؛ بالصينية التقليدية: 房山區) هي مدينة من مدن الصين تقع في إقليم بكين. يبلغ عدد سكانها 814367 نسمة و ذلك حسب إحصائيات سنة 2000. تبلغ مساحتها 2019 كم².